# Zuula
Zuula era un meta motore, che offriva ricerche su pagine web, per immagini, notizie, sui blog, ed anche ricerche di lavoro. I risultati erano attinti dai principali motori di ricerca, quali Google, Yahoo, Alexa e Live Search, oltre che da motori di ricerca minori, come Gigablast e Mojeek
Differentemente da molti motori di ricerca, Zuula non combinava i risultati della ricerca in un'unica pagina. Piuttosto, era un motore di ricerca "a schede" organizzava i risultati ottenuti dai motori di ricerca in altrettante schede di navigazione. In questo modo, gli utenti potevano confrontare i risultati forniti da ciascun motore di ricerca, cambiare l'ordine delle schede ecc.